# Iridomyrmex krakatauae
Iridomyrmex krakatauae é uma espécie de formiga do gênero Iridomyrmex.